# Palesisa nudioculata
Palesisa nudioculata är en tvåvingeart som beskrevs av Villeneuve 1929. Palesisa nudioculata ingår i släktet Palesisa och familjen parasitflugor. Inga underarter finns listade i Catalogue of Life.